# Running Scared (chanson d'Ell et Nikki)
Pour les articles homonymes, voir Running Scared.
Chansons représentant l'Azerbaïdjan au Concours Eurovision de la chanson
Drip Drop
(2010) When the Music Dies
(2012)
Chansons ayant remporté le Concours Eurovision de la chanson
 Satellite
(2010)  Euphoria
(2012)
Running Scared, est la chanson gagnante du Concours Eurovision de la chanson 2011, interprétée par le duo azéri Ell & Nikki. Elle aura permis la première victoire de l'Azerbaïdjan au Concours Eurovision de la chanson, après seulement 4 participations.